# Крыстилци
Крыстилци (болг. Кръстилци) — село в Благоевградской области Болгарии. Входит в состав общины Сандански. Находится примерно в 6 км к западу от центра города Сандански и примерно в 53 км к югу от центра города Благоевград. По данным переписи населения 2011 года, в селе  проживал 21 человек, преобладающая национальность — болгары.

## Население
| Год     | 1934 | 1946 | 1956 | 1965 | 1975 | 1985 | 1992 | 2001 | 2011 |
| ------- | ---- | ---- | ---- | ---- | ---- | ---- | ---- | ---- | ---- |
| Жителей | 573  | 673  | 836  | 605  | 346  | 141  | 77   | 40   | 21   |

|  |